# Trance Energy
Trance Energy är ett nederländskt dansevenemang med trance som huvudgenre. Evenemanget hålls årligen sedan 1999 på diverse platser i Nederländerna, men sedan 2003 har Jaarbeurs konferenscenter i Utrecht varit det återkommande valet. En gång om året samlas åskådare för att lyssna på världsledande DJ:s.
Hemsida: https://web.archive.org/web/20180805185723/http://trance-energy.com/